# Seregin
Seregin je priimek več oseb:
- Ivan Fedotovič Seregin, sovjetski general
- Gregorij A. Seregin, ruski matematik in fizik